# Blaine Luetkemeyer
William Blaine Luetkemeyer (ur. 7 maja 1952 w Jefferson City) – amerykański polityk, członek Partii Republikańskiej.

## Działalność polityczna
Od 1999 do 2005 zasiadał w stanowej Izbie Reprezentantów Missouri. W okresie od 3 stycznia 2009 do 3 stycznia 2013 przez dwie kadencje był ostatnim przedstawicielem 9. okręgu, a od 3 stycznia 2013 jest przedstawicielem 3. okręgu wyborczego w stanie Missouri w Izbie Reprezentantów Stanów Zjednoczonych.